# Juho Mäkelä
Juho Mäkelä (n. 23 iunie 1983, Oulu) este un jucător finlandez de fotbal care actualmente joacă la echipa HJK Helsinki în Veikkausliiga. Este un atacant cunoscut în special pentru ritmul său.

## Cariera

### Începutul carierei
Mäkelä a început cariera sa la OLS Oulu și Tervarit în orașul său natal, înainte de a fi transferat la clubul din Veikkausliiga, HJK Helsinki pentru sezonul 2003. A marcat 33 de goluri în 66 de jocuri pentru club în trei sezoane, și a fost golgheterul Veikkausliiga în 2005.

### Hearts
Mäkelä a semnat la Hearts pentru trei ani și jumătate. A marcat primul gol pentru Hearts în victoria  4-0 contra celor de la Dunfermline pe 8 aprilie 2006.

### Reîntoarcerea la HJK Helsinki
Mäkelä s-a întors la fostul său club HJK Helsinki în Veikkausliiga. A marcat primul său gol de la reîntoarcere la meciul de deschidere al sezonului.

## Cariera Internațională
Mäkelä a debutat la Echipa națională de fotbal a Finlandei pe 3 februarie 2004 împotriva Chinei. El a devenit un jucător regulat pentru Finlanda.

## Palmares
- Veikkausliiga: 2003, 2009
- Cupa Finalandeză: 2003